# FIS Cup kobiet w skokach narciarskich 2020/2021
FIS Cup kobiet w skokach narciarskich 2020/2021 – dziewiąty sezon tego cyklu w historii jego rozgrywania. Rozpoczął się konkursem w Kanderstegu 11 grudnia 2020, a zakończy w Oberhofie 28 lutego 2021.

## Kalendarz zawodów
| Lp.                                                                    | Data                                                                   | Miejscowość                                                            | HS                                                                     | Uwagi                                                                  | 1. miejsce              | 2. miejsce         | 3. miejsce              |
| ---------------------------------------------------------------------- | ---------------------------------------------------------------------- | ---------------------------------------------------------------------- | ---------------------------------------------------------------------- | ---------------------------------------------------------------------- | ----------------------- | ------------------ | ----------------------- |
| —                                                                      | 3 października 2020                                                    | Râșnov                                                                 | HS-97                                                                  | –                                                                      | odwołany                | odwołany           | odwołany                |
| —                                                                      | 4 października 2020                                                    | Râșnov                                                                 | HS-97                                                                  | –                                                                      | odwołany                | odwołany           | odwołany                |
| —                                                                      | 3 października 2020                                                    | Villach                                                                | HS-98                                                                  | –                                                                      | odwołany                | odwołany           | odwołany                |
| —                                                                      | 4 października 2020                                                    | Villach                                                                | HS-98                                                                  | –                                                                      | odwołany                | odwołany           | odwołany                |
| 1.                                                                     | 11 grudnia 2020                                                        | Kandersteg                                                             | HS-106                                                                 | –                                                                      | Julia Clair             | Lara Malsiner      | Joséphine Pagnier       |
| 2.                                                                     | 12 grudnia 2020                                                        | Kandersteg                                                             | HS-106                                                                 | –                                                                      | Joséphine Pagnier       | Julia Clair        | Lara Malsiner           |
| 3.                                                                     | 19 stycznia 2021                                                       | Szczyrk                                                                | HS-104                                                                 | –                                                                      | Karolína Indráčková     | Nika Vetrih        | Kamila Karpiel          |
| 4.                                                                     | 20 stycznia 2021                                                       | Szczyrk                                                                | HS-104                                                                 | –                                                                      | Nika Vetrih             | Klára Ulrichová    | Jerneja Repinc Zupančič |
| 5.                                                                     | 20 lutego 2021                                                         | Villach                                                                | HS-98                                                                  | –                                                                      | Tinkara Komar           | Lia Böhme          | Katharina Ellmauer      |
| 6.                                                                     | 21 lutego 2021                                                         | Villach                                                                | HS-98                                                                  | –                                                                      | Štěpánka Ptáčková       | Sahra Schuller     | Tinkara Komar           |
| 7.                                                                     | 27 lutego 2021                                                         | Oberhof                                                                | HS-100                                                                 | –                                                                      | Jerneja Repinc Zupančič | Nika Prevc         | Katharina Ellmauer      |
| 8.                                                                     | 28 lutego 2021                                                         | Oberhof                                                                | HS-100                                                                 | –                                                                      | Jerneja Repinc Zupančič | Vanessa Moharitsch | Pauline Heßler          |
| FIS Cup kobiet w skokach narciarskich 2020/2021 – klasyfikacja końcowa | FIS Cup kobiet w skokach narciarskich 2020/2021 – klasyfikacja końcowa | FIS Cup kobiet w skokach narciarskich 2020/2021 – klasyfikacja końcowa | FIS Cup kobiet w skokach narciarskich 2020/2021 – klasyfikacja końcowa | FIS Cup kobiet w skokach narciarskich 2020/2021 – klasyfikacja końcowa | Jerneja Repinc Zupančič | Katharina Ellmauer | Nika Vetrih             |

## Statystyki indywidualne
| Zawodniczka | Kandersteg 11.12 | Kandersteg 12.12 | Szczyrk 19.01 | Szczyrk 20.01 | Villach 20.02 | Villach 21.02 | Oberhof 27.02 | Oberhof 28.02 |
| Austria | Austria          | Austria          | Austria       | Austria       | Austria       | Austria       | Austria       | Austria       |
| --- | ---------------- | ---------------- | ------------- | ------------- | ------------- | ------------- | ------------- | ------------- |
| Katharina Ellmauer | 13               | 11               | 16            | 10            | 3             | 4             | 3             | 8             |
| Sophie Kothbauer | –                | –                | –             | –             | 12            | 10            | –             | –             |
| Vanessa Moharitsch | 10               | 10               | –             | –             | –             | –             | 5             | 2             |
| Julia Mühlbacher | 7                | 5                | –             | –             | –             | –             | –             | –             |
| Sahra Schuller | –                | –                | 13            | 14            | 5             | 2             | –             | –             |
| Czechy |                  |                  |               |               |               |               |               |               |
| Karolína Indráčková | –                | –                | 1             | 4             | –             | –             | –             | –             |
| Veronika Jenčová | –                | –                | 26            | 23            | 8             | 8             | –             | –             |
| Zdena Pešatová | –                | –                | 21            | 21            | 5             | 7             | –             | –             |
| Štěpánka Ptáčková | –                | –                | 23            | 15            | 4             | 1             | –             | –             |
| Klára Ulrichová | –                | –                | 4             | 2             | –             | –             | –             | –             |
| Francja |                  |                  |               |               |               |               |               |               |
| Océane Avocat Gros | 6                | 6                | –             | –             | –             | –             | 9             | 9             |
| Léna Brocard | 17               | 21               | –             | –             | –             | –             | –             | –             |
| Julia Clair | 1                | 2                | –             | –             | –             | –             | –             | –             |
| Lucile Morat | 4                | 7                | –             | –             | –             | –             | –             | –             |
| Joséphine Pagnier | 3                | 1                | –             | –             | –             | –             | –             | –             |
| Niemcy |                  |                  |               |               |               |               |               |               |
| Lia Böhme | –                | –                | –             | –             | 2             | 5             | 8             | 17            |
| Magdalena Burger | –                | –                | –             | –             | 10            | 6             | –             | –             |
| Ronja Drax | –                | –                | –             | –             | 14            | 12            | 26            | 22            |
| Joanna Eberle | –                | –                | –             | –             | –             | –             | 28            | dsq           |
| Selina Freitag | –                | –                | –             | –             | –             | –             | 6             | 5             |
| Michelle Göbel | 20               | 17               | –             | –             | –             | –             | 17            | 14            |
| Pauline Heßler | –                | –                | 8             | 26            | –             | –             | 4             | 3             |
| Kathrin Hitzinger | –                | –                | –             | –             | 15            | 15            | –             | –             |
| Alina Ihle | –                | –                | –             | –             | –             | –             | 11            | 19            |
| Selina Kölle | –                | –                | –             | –             | –             | –             | 25            | 27            |
| Pia Lilian Kübler | 9                | 18               | –             | –             | –             | –             | 23            | 25            |
| Josephin Laue | –                | –                | –             | –             | –             | –             | 19            | 13            |
| Agnes Reisch | –                | –                | 9             | 8             | –             | –             | –             | –             |
| Amelie Thannheimer | –                | –                | –             | –             | –             | –             | 18            | 24            |
| Polska |                  |                  |               |               |               |               |               |               |
| Marcelina Bełtowska | –                | –                | 29            | 30            | –             | –             | –             | –             |
| Paulina Cieślar | –                | –                | 30            | 29            | –             | –             | –             | –             |
| Kamila Karpiel | –                | –                | 3             | 6             | –             | –             | –             | –             |
| Nicole Konderla | –                | –                | 15            | 9             | –             | –             | –             | –             |
| Magdalena Pałasz | –                | –                | 27            | 24            | –             | –             | –             | –             |
| Wiktoria Przybyła | –                | –                | 12            | 17            | –             | –             | 12            | 17            |
| Kinga Rajda | –                | –                | 10            | 11            | –             | –             | –             | –             |
| Natalia Słowik | –                | –                | 28            | 28            | –             | –             | –             | –             |
| Joanna Szwab | –                | –                | 11            | 12            | –             | –             | –             | –             |
| Anna Twardosz | –                | –                | 6             | 5             | –             | –             | –             | –             |
| Rumunia |                  |                  |               |               |               |               |               |               |
| Delia Folea | 22               | dsq              | 22            | 27            | –             | –             | –             | –             |
| Alessia Mîțu-Coșca | –                | –                | 19            | 22            | –             | –             | –             | –             |
| Diana Trâmbițaș | –                | –                | 24            | 18            | –             | –             | –             | –             |
| Słowenia |                  |                  |               |               |               |               |               |               |
| Veronika Istenič | –                | –                | –             | –             | 16            | 16            | –             | –             |
| Jerica Jesenko | –                | –                | –             | –             | 7             | 11            | 16            | 12            |
| Tinkara Komar | –                | –                | –             | –             | 1             | 3             | 13            | 10            |
| Nika Krašovic | –                | –                | –             | –             | 9             | 9             | 21            | 23            |
| Lara Logar | –                | –                | 18            | 19            | –             | –             | 20            | 21            |
| Katja Markuta | –                | –                | 14            | 13            | –             | –             | 22            | 16            |
| Pia Mazi | –                | –                | 20            | 20            | 11            | 13            | 27            | 26            |
| Zala Mihelčič | –                | –                | –             | –             | 13            | 14            | –             | –             |
| Nika Prevc | –                | –                | 7             | 7             | –             | –             | 2             | 7             |
| Jerneja Repinc Zupančič | –                | –                | 5             | 3             | –             | –             | 1             | 1             |
| Nika Vetrih | –                | –                | 2             | 1             | –             | –             | 7             | 11            |
| Stany Zjednoczone |                  |                  |               |               |               |               |               |               |
| Rachael Haerter | –                | –                | –             | –             | dns           | dns           | –             | –             |
| Nina Lussi | 12               | 12               | –             | –             | –             | –             | –             | –             |
| Szwajcaria |                  |                  |               |               |               |               |               |               |
| Sina Arnet | 16               | 14               | –             | –             | –             | –             | 24            | 15            |
| Rea Kindlimann | 18               | 19               | –             | –             | –             | –             | –             | –             |
| Emely Torazza | 8                | 9                | –             | –             | –             | –             | 14            | 6             |
| Szwecja |                  |                  |               |               |               |               |               |               |
| Astrid Norstedt | 15               | 16               | –             | –             | –             | –             | –             | –             |
| Ukraina |                  |                  |               |               |               |               |               |               |
| Tetiana Pyłypczuk | –                | –                | 24            | 25            | –             | –             | –             | –             |
| Włochy |                  |                  |               |               |               |               |               |               |
| Martina Ambrosi | 14               | 15               | 17            | 16            | –             | –             | 15            | 20            |
| Jessica Malsiner | 5                | 4                | –             | –             | –             | –             | –             | –             |
| Lara Malsiner | 2                | 3                | –             | –             | –             | –             | –             | –             |
| Manuela Malsiner | 19               | 8                | –             | –             | –             | –             | –             | –             |
| Asia Marcato | 21               | 20               | –             | –             | –             | –             | –             | –             |
| Martina Zanitzer | 11               | 13               | –             | –             | –             | –             | 10            | 4             |
| Legenda |                  |                  |               |               |               |               |               |               |
| 1-3 4-30 poniżej 30 dns – Zawodniczka zgłoszony, nie wystartowała w konkursie. dsq – Zawodniczka została zdyskwalifikowana w konkursie - – Zawodniczka nie została zgłoszona do konkursu. |                  |                  |               |               |               |               |               |               |

## Klasyfikacja generalna
Stan po zakończeniu sezonu 2020/2021
| Miejsce | Zawodniczka             | Występy | Punkty |
| ------- | ----------------------- | ------- | ------ |
| 1.      | Jerneja Repinc Zupančič | 4       | 305    |
| 2.      | Katharina Ellmauer      | 8       | 285    |
| 3.      | Nika Vetrih             | 4       | 240    |
| 4.      | Tinkara Komar           | 4       | 206    |
| 5.      | Nika Prevc              | 4       | 188    |
| 6.      | Julia Clair             | 2       | 180    |
| 7.      | Vanessa Moharitsch      | 4       | 175    |
| 8.      | Štěpánka Ptáčková       | 4       | 174    |
| 9.      | Lia Böhme               | 4       | 171    |
| 10.     | Sahra Schuller          | 4       | 163    |
| ...     |                         |         |        |